# Жуків Хутір
Жу́ків Ху́тір — лісовий заказник загальнодержавного значення в Україні. Розташований у межах Києво-Святошинського району Київської області, на захід від села Михайлівка-Рубежівка. 
Заказник «Жуків Хутір» створено відповідно до постанови Ради Міністрів Української РСР від 26.12.1985 року № 451 «Про доповнення переліку державних заказників Української РСР». Згідно з додатком до даної постанови площа Заказника становить 490,0 га. Надалі, Указом Президента України від 20.08.1996 року № 715/96 «Про оголошення територій та об'єктів природно-заповідного фонду загальнодержавного значення» площу Заказника змінено з 490,0 га на 622,5 га. Вказаний Заказник Розташований у межах Бузівської та Михайлівсько-Рубежівської сільських рад Києво-Святошинського району, землекористувачем є Ірпінське лісництво ДП «Київське лісове господарство». 
Охороняються високопродуктивні вікові сосново-дубові насадження на південній межі Київського Полісся. Крім панівних порід, зростають береза бородавчаста, клен гостролистий, ясен. У підліску: ліщина звичайна, бруслина бородавчаста, бруслина європейська, свидина. У трав'яно-чагарниковому ярусі переважає чорниця, а також купина запашна, конвалія звичайна, вовчі ягоди звичайні. Трапляється також плаун колючий, занесений до Чорвоної книги України. 

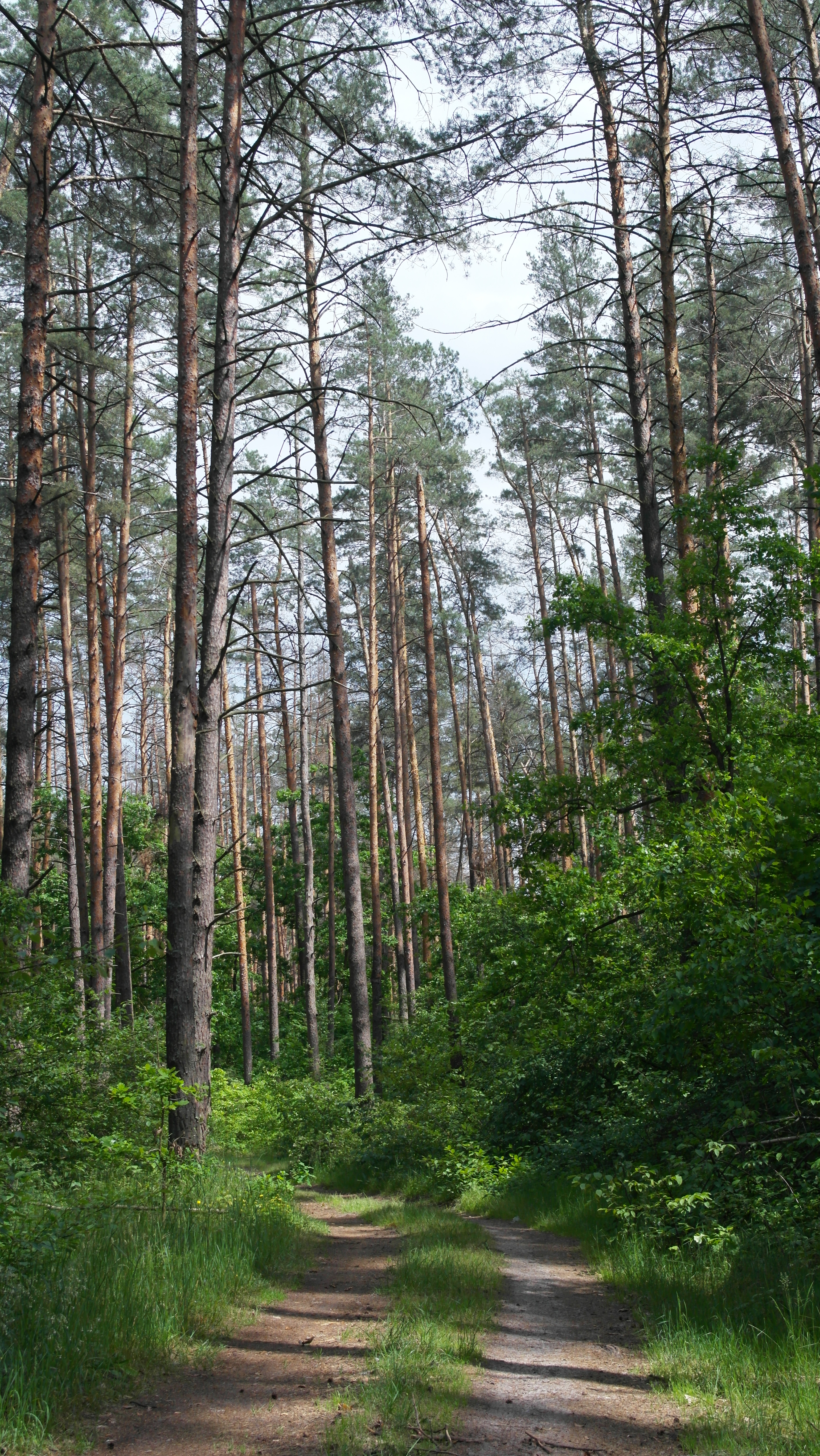
Жуків Хутір, лісова дорога